# Helge Rugland
Helge Valérius Rugland, även känd som Rugstorparn, ursprungligen Carlsson, född 21 augusti 1897 i byn Rugstorp i Bäckebo socken, död där 24 december 1971, var en svensk träskulptör.
Han var son till lantbrukaren Carl Nilsson och Jenny Adolfsson samt från 1938 gift med Linnéa Göransson. I samband med giftermålet antog han efternamnet Rugland. Rugland tänkte sig en framtid som lantbrukare och i tonåren arbetade han parallellt med studierna i jordbruket därhemma. Han studerade vid Högalids lantmanna- och folkhögskola 1916–1917 och 1919–1920 med avsikt att senare utbilda sig till agronom. Rugland är gravsatt på Bäckebo kyrkogård.

## Konstnärsgärning
Han började redan i tonåren snida nyttoföremål och figurer i trä och med tiden kom snideriet bli hans huvudsakliga sysselsättning. Provinsialläkaren i Grönskåra, Kurt Bergström, som sett hans sniderier uppmanade Rugland att skicka bilder på några av sina verk till Carl Milles som svarade med ett långt brev och uppmuntrade honom att ägna sig åt snideriet. Han debuterade i en utställning i Kalmar 1927 och medverkade därefter i ett antal utställningar, bland annat i en utställning med Smålands konst i Oskarshamn 1948, samt på utställningar i Berlin, New York och San Francisco. När han slutligen slog igenom jämfördes han ofta med Döderhultarn, men de skiljer sig en hel del i stilen eftersom Rugland koncentrerade sig på att få personerna porträttlika, medan Döderhultaren lät hela figuren likna den avbildade personen. Hans konst består av porträttmotiv, figurer och genregrupper i trä.
Genom en donation mottog Kalmar läns museum 2007 en stor samling av Ruglands verk.
Med början år 2023 anordnade platsutvecklingsprojektet Unika historiska Kalmar i samarbete med föreningen Rugstorpsbiennalen och Hemslöjden Kalmar län en biennal, där vartannat år har tema textil, och vartannat år har tema trä. År 2023 var temat trä och Ruglands verksamhet utgjorde ett väsentligt inslag detta år.

## Representation
Rugland finns representerad vid Blekinge läns museum i Karlskrona, Kalmar läns museum och med en trärelief av Per Albin Hansson vid Folkets hus i Hässleholm. En utställning med Ruglands gubbar visades på Kalmar läns museum 2016. Helge Rugland finns representerad med ett 30-tal figurer på Museet Svenska Trägubbar i Mullsjö.